# Paul-Henri-Benjamin d'Estournelles de Constant
Paul-Henri-Benjamin Balluet d'Estournelles, Baron Constant de Rebecque, francoski diplomat in politik, nobelovec, * 22. november 1852, La Flèche, Sarthe, Francija, † 15. maj 1924, Pariz.
Znan je bil kot zagovornik mednarodne arbitraže. Zaradi vloge pri izboljšanju mednarodnih odnosov je leta 1909 prejel Nobelovo nagrado za mir.

## Življenjepis
Rojen je bil v La Flèche (Sarthe) v dolini Loire stari aristokratski družini, ki je sledila svoje nasledstvo vse do križarskih vojn. V družini je imel tudi vidnega pisca in politika. Po študiju prava in orientalskih jezikov v liceju Louis-le-Grand v Parizu se je leta 1876 odločil za diplomatsko kariero.
Med njegovimi prvimi diplomatskimi postajami so bile Črna Gora, Otomansko cesarstvo, Nizozemska, Velika Britanija in Tunizija. Leta 1882 se je vrnil v Pariz in bil imenovan za pomočnika direktorja urada za Levant ministrstva za zunanje zadeve. Leta 1890 je bil odposlan v London kot francoski chargé d'affaires, kjer je bila njegova naloga preprečevanje vojn z Veliko Britanijo pri zapletih v zvezi s kolonijami. Nezadovoljen in frustriran ob omejitvah diplomatske službe se je leta 1895 odločil kandidirati za poslanca francoskega parlamenta, leta 1904 pa je kandidiral za senatorja in nato ostal na tem položaju do smrti 1924.
Kot delegat (mandat poslanca je bil na odpoklic) in kasneje kot senator je vztrajno vplival na kolonialno francosko politiko. Zagovarjal je, da kolonije ne dobijo svojih zastopnikov v francoskem parlamentu, da pa dobijo status protektoratov in so tako deležne asimilacije preko izobraževalnih programov. Zelo odločno je nasprotoval kolonialni francoski oblasti v Madagaskarju in kolonialnem razdeljevanju Kitajske. V domačih zadevah se je ukvarjal predvsem z moraliziranjem in razburjanjem v javnem tisku. Zelo je podpiral Émila Zolaja in prepričeval, da se pokoplje njegove ostanke v Panthéonu med nacionalnimi veličinami zaradi njegove vloge v aferi Dreyfus.
Predvsem pa je bil Estournelles de Constant posvečen izboljševanju mednarodnih odnosov in je pomemben član trajnega Arbitražnega sodišča od leta 1900. Na Haški mirovni konferenci leta 1898 in 1907 je predstavljal Francijo in v obrisih ponujal vizijo bodoče Evropske unije.
Estournelles de Constant je pisal zgodovinska in politična dela ter se ukvarjal celo s pisanjem iger. Bil je tudi reden pisec prispevkov za časopise Le Temps, La Revue de Paris, in La Revue des deux mondes. Ker se je poročil z Američanko Daisy Sedgwick Berend, je pogosto potoval in pisal tudi o Združenih državah Amerike.